# 蔡長庚
蔡 長庚（さい ちょうこう、1914年4月9日 - 没年不明）は、在日華僑の実業家。不動産業（「西勢企業」「銀座西勢企業」を経営）。キャバレー経営者。紺綬褒章授与。
新聞社内外タイムス社代表取締役社長。全日本空手道連盟（旧）会長。全日本空手道連盟錬武会会長。東京都柔道連盟参与。錬武舘空手道九段、錬武舘名誉館長。尚志館柔道八段、尚志館名誉館長。中国留日台湾同郷会会長。読売新聞記者。講道館雑誌編集者。
台湾省彰化市生まれ。

## 人物
下述のように多岐にわたる活動をしている。
- 新聞記者であり、かつ県立高校教師である。
- 中国人でありながら、現存する日本の新聞の経営者となる。
- 自分で新聞を創業していながら13年間にわたり読売新聞記者としての籍も残す。
- 独眼の空手家。
- 日本空手界の有力団体を設立し会長となっている。
- 「防具付き空手」を日本に普及させた。
- 柔道エリートとして育ったものの、空手家になった。
- 力道山との対面をした唯一の空手家。

日本占領下での台湾の区長・蔡河清の次男。父親は、多年、内台融和（親日派活動）に献身し、その功績により台湾総督府から紳章“功労勲章”を贈られた。
幼時より日本（東京）に在住し、日本語以外はほとんど使えない（中国語は片言程度しかしゃべれない）。太平洋戦争中に講道館機関誌に寄せた文で、皇国思想・一億火の玉となり闘うことを強硬に主張。日本の愛国者であった。しかし戦後は日本に帰化せず、終生中華民国籍であった。蔣介石に政治献金をしていたが、内外タイムスの紙面で反共キャンペーンを張ることもなかった。
幼時のころから中国武術（唐手）を修練している。日本に来てから柔道のエキスパートとなった。実戦の際に眼をやられてしまい、片眼を失明し、義眼を入れた。そのため、空手を稽古するときにも常にサングラスを着用していた（のちにふつうのメガネに変える）。
講道館の機関誌『柔道』の編集長をしており、昭和19年6・7月合併号から編集長となっている。それまで編集を担当していた石黒敬七が上海に渡航するため、蔡を引っ張って後任としたようである。
戦後すぐに銀座にキャバレー「上海」を開店し、その収益は内外タイムス社やビルの買収など他の事業への投資の源泉となった。
内外タイムス紙は他の新聞とまったく異なる視点（エロ。のちにプロレス・博打）から編集された新聞で、その低俗路線が後発の諸紙（東京スポーツ）などに多大な影響を与えていたが、同紙より輪をかけて低俗にしていったそれら後発紙に抜かれていった。

## 年譜
- 1914年4月9日 - 日本の領土となっていた台湾省 彰化市 西勢里（当時彰化県 渓湖鎮 西勢里）、区長蔡河清の次男として生る。
- 幼年時代に「柔派鶴拳法」並びに「南派太祖拳法」を修練す。
- 日本に移住。日本・東京の大久保小学校（大久保尋常小学校）に入学。
- 1927年3月 - 同・大久保尋常小学校卒業。
- 1932年3月 - 成城高校（成城中学校）卒業。※かつての成城第二中学校（現在の成城学園）ではないものと思われる
- 1940年3月 - 講道館柔道高等教員科第一期卒業。
- この間しばしば郷里台湾に帰省して特に「鶴拳法」、「太祖拳法」の修業に励む。
- 唐手道と柔道の長所を取り入れた「護身道」を創案。
- また空手道試合にわが国始めて防具着帯を試み、空手のスポーツ化を計り、これを世に発表して注目を浴びる。
- 同1940年 - 小田道場（尚志館）において唐手道並びに護身道の教授所を創設した。　※東京・御成門（新橋）。現在、「片岡物産」本社ビルが建っているところ
- 同1940年 - 実践護身道の拳技を著述し『護身道教範』が出版さる。
- 1941年4月 - 千葉県立千葉工業高等学校（千葉県立千葉工業学校）柔道専科教師として奉職す。
- このころ立教大学体育会空手部の教師も務める
- 1942年3月 - 講道館発行「柔道」の編集長。
- 駐日英国大使館の空手護身道教授。
- 1945年1月 - 読売新聞社編集局運動部嘱託記者として1962年3月まで同社に在籍。
- 1949年6月 - 内外タイムス社を設立し代表取締役社長に就任。同時に社員の体位向上を計って社内に空手道場を設け指導にあたる。
- 1951年4月 - 錬武舘空手道場を温故学会（=塙保己一史料館。渋谷・國學院大學近く）内に創設。錬武舘名誉館長に就任。
- 1954年4月 - 小田道場（尚志館）に空手部を再開、名誉館長となる。　※場所は上記と同じく現在片岡物産が建っているところ
- 同1954年12月 - 「全国空手道選手権大会」の委員長となり神田共立講堂において開催、空手道試合に防具を着けた初めての大会であり、全国的話題となって反響を呼ぶ。
- 1955年12月 - 第二回全国空手道選手権大会の委員長となり、神田共立講堂において開催、防具付空手道試合並びに著者の護身道演武の実況が日本テレビによって全国に中継放送される。
- 1956年3月 - 錬武舘本部道場を「新宿西勢ビル」2階に創設。
- 1956年11月 - 第三回全国空手道選手権大会を渋谷公会堂で実施。
- 1958年6月 - 第四回全国空手道選手権大会を日比谷公会堂で実施。
- 1958年8月 - 唐手教範「鶴拳法」を内外タイムス紙上に連載し、単行本として出版。
- 1959年5月 - 全日本空手道連盟（旧）が結成され、同連盟会長に就任。以来スポーツ空手の育成に尽力し、防具付による試合を奨励する。
- 1959年5月 - 第五回の大会から全国空手道選手権大会は「全日本空手道連盟選手権大会」と改められ後楽園ジムナジアムに於て内外タイムス杯争奪の防具付き空手試合が開幕される。
- 1960年度 - 褒章条例により紺綬褒章を下賜される。
- 1961年度 - 褒章条例により紺綬褒章並びに飾版、木杯を下賜される。
- 1962年度 - 褒章条例により紺綬褒章並びに飾版、木杯を下賜される。

## 空手における功績
本人の目標は日本空手界を統一することにあった。そして極めて現実的なプランで進められていった。防具付き空手の道場の運営資金と、大規模な全国大会の開催資金を蔡がすべて負担した事から想像上のものでしかなかった防具付き空手をこの世において本当に実現し世間に普及させた。そして、大会のテレビ中継を実現するとともに自らもテレビなどに出演しカラテ実演を繰り返した。
（本人の「鶴拳法」は、空手として実践したのは蔡が唯一であったものと思われる。これは「中国拳法」として後になって日本に輸入された）
錬武舘・尚志館空手部・内外タイムス社内道場と三つの道場を持ったが、弟子の類は自らの手では育てなかったようである。道統は断絶している。

## 力道山との対面とその後の写真悪用
蔡と力道山が対面したとき、蔡が技を実演しながら解説をしていき力道山もそれに倣った。
しかし、この際の実演は空手の実演であり、「空手チョップの講習」では無かった。
この時に撮影した写真が虚偽のコメントとともに掲載されることとなる。

### 本人による悪用
蔡は、自己の著書『鶴拳法』『唐手道の真髄』にこの時撮らせた写真を掲載した。しかし見出しには、力道山に「空手チョップ」を伝授する蔡先生、とつけた。

### 他人による悪用
前述の中村日出夫は、蔡の写真を自分の写真と偽って本に載せている（本に載せるだけでなく、事あらば本人がこの写真を持ち歩いて見せて歩くようである）。
福昌堂刊の『拳道伝説』ISBN 978-4892249037 159ページ、そして弟子が書いた、気天舎刊の『空手とは何か』ISBN 978-4795250666 279ページの写真がそれである。中村が力道山に教えていると称するこの一葉の白黒写真は、実際には中村が写っている写真ではなく、蔡と力道山が写っている写真である（蔡・中村、共にメガネを常用。しかし顔の輪郭が違い、蔡のほうが顔が面長なので、注意すれば気づくはず）。そしてこれは（上記のとおり）蔡が力道山に空手チョップを教えている写真ではそもそもないのである（ここでは、中村が力道山に空手を教えたことがあるかどうかは問わない）。「中村が力道山に教えている写真」と称されるものは偽物であり、しかも二重の意味で偽物である。

## 著書
本人の著書は4冊ある。いずれも空手の教本。
- 『護身道教範』 , 1940年
- 『唐手教範  鶴拳法』 , 錬武舘 ,1958年
- 『唐手教範  太祖拳  剛柔派』 , 内外タイムス社 , 1963年
- 『練功秘法  唐手道の真髄』 , 内外タイムス社 , 1966年

## 趣味
（空手・柔道以外で）
- ゴルフ
- ビリヤード（スリークッション）
- 音楽